# Ayodhya

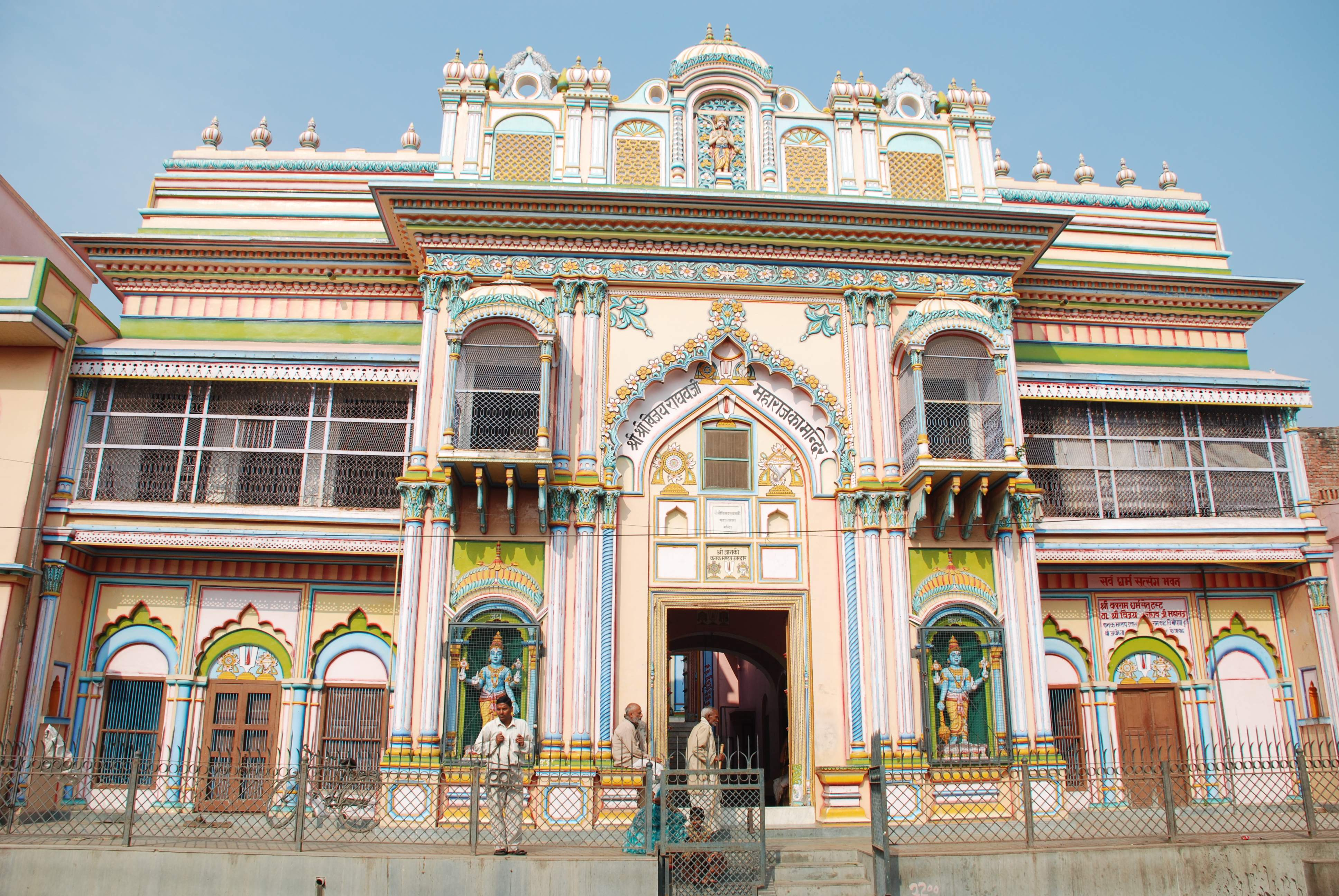
Templet Vijayraghav Mandir

Ayodhya (sanskrit för oövervinnlig) är en stad i den indiska delstaten Uttar Pradesh, och är belägen vid floden Ghaghara. Den hade 55 890 invånare vid folkräkningen 2011, och ingår i Faizabads storstadsområde. Under brittiskt styre hette staden Oudh, även skrivet Audh.
Staden var huvudstad i kungariket Kosala på 600-talet f.Kr.. För hinduisk mytologi intar staden en central roll (se Ramayana) och är en av Indiens sju heliga städer. Under modern tid har Ayodhya också varit i fokus för religiösa spänningar mellan hinduer och muslimer, då muslimska härskare på 1500-talet rev ett hinduiskt tempel i staden och byggde en moské i dess ställe.
Ayodhya var ett centrum för hinduernas civilisation och länge ett mäktigt konungarike. 1193 e. Kr. erövrades riket av muslimerna och blev provins i det stormogulska riket. 1760 gjorde sig stormogulernas vesir till självständig härskare där. Snart ingick Ayodhya i en skyddsstat under Brittiska Ostindiska Kompaniet och införlivades 1856 med presidentskapet Bengalen. Det var år 1857 huvudplatsen för hinduernas uppror mot England. Staden har under lång tid till stor del legat i ruiner.